# Pinscher

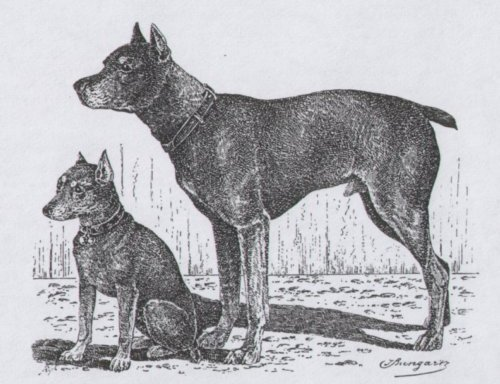
Pinscher alemão (raça de porte médio) e Pinscher miniatura, duas das raças mais populares do grupo dos Pinschers. Gravura feita por volta de 1888.

Pinscher é uma categoria de cães que engloba raças originalmente desenvolvidas como caçadores de ratos em fazendas da Alemanha e Áustria, e para rinha ou guarda, embora hoje sejam mais frequentemente mantidos como animais de estimação. A categoria ou grupo engloba cerca de cinco ou mais raças de cães.

## Origem
Considera-se que o Pinscher alemão (raça de porte médio) é um protótipo dos Pinschers e uma das mais antigas raças alemãs, geneticamente mais estreitamente relacionado com o Schnauzer (outrora conhecido como Pinscher de pêlo duro) do que com Dobermann e outras raças do grupo pinscher. Desde meados do século XIX, criadores pararam de reproduzir esse tipo de pelagem do hoje chamado schnauzer, e com a formação do Clube Alemão de Pinscher-Schnauzer (PSK) em 1895, foram desenvolvidas distintas variedades.

## Etimologia
Existem várias teorias sobre a etimologia da palavra Pinscher; que deriva do francês "pincer", que significa "agarrar" e "apertar" ou "morder" e "segurar", significados possivelmente relacionados com a sua função de captura de pragas em fazendas; ou "mordedor"; ou do inglês "pinch" embora o verbo tenha a mesma derivação do pinchier em francês antigo setentrional do início do século XIII, o qual provavelmente origina-se do latim vulgar.

## Raças
A Federação Cinológica Internacional (FCI) reconhece as seguintes raças pinscher no Grupo 2, Secção 1: Pinschers e Schnauzers, Seção 1.1 Pinscher:
- Pinscher austríaco (Österreichischer Pinscher, nº 64)
- Dobermann (nº 143)
- Pinscher alemão standard (Deutscher Pinscher, nº  184)
- Pinscher miniatura (Zwergpinscher, nº  185)
- Affenpinscher (nº  186)
- Cão fazendeiro da suécia e dinamarca (Dansk-svensk gårdshund, nº  356)

Reconhecimentos anteriores:
- Além destes, o Pinscher Arlequim foi anteriormente aceito pela FCI, mas foi oficialmente removido após sua extinção.

Pode haver outros cães de caça aparentados chamados de pinscher que não são raças reconhecidas. Além disso, criadores particulares, muitas vezes, tentam criar novas raças que podem chamar de pinscher. Um exemplo é o Carlin Pinscher, que foi desenvolvido pela cruza entre o Pug e Pinscher miniatura; ou outras raças semelhantes. Há quase um número infinito de clubes esportivos, clubes de raça, e registros de raça com base na internet e as empresas em que os cães podem ser registrados em qualquer que seja o nome desejado pelo proprietário ou vendedor.

## Galeria

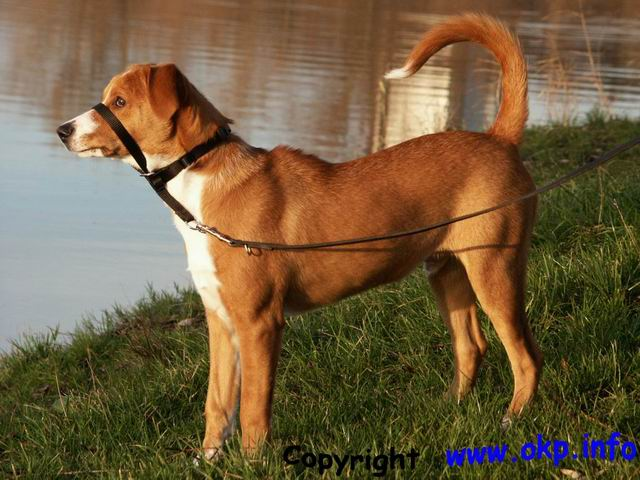
Pinscher Austríaco
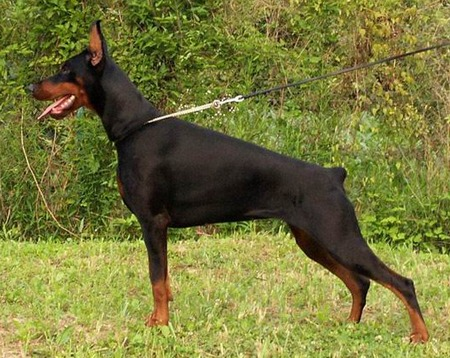
Dobermann
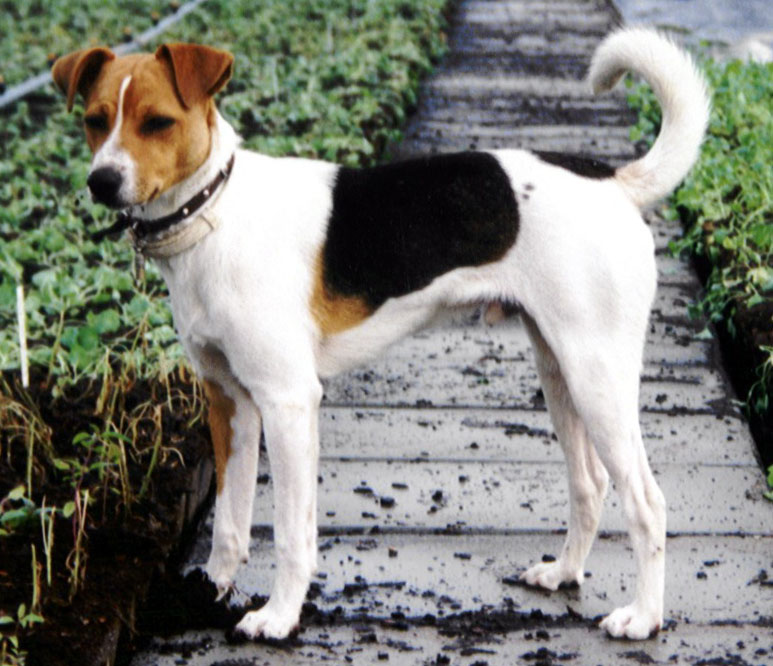
Cão fazendeiro da Dinamarca e Suécia
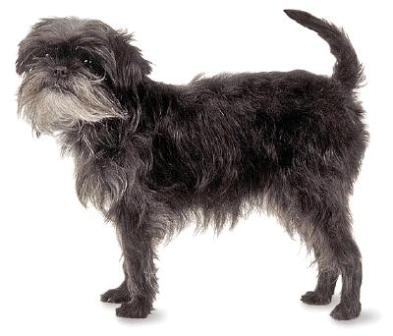
Affenpinscher
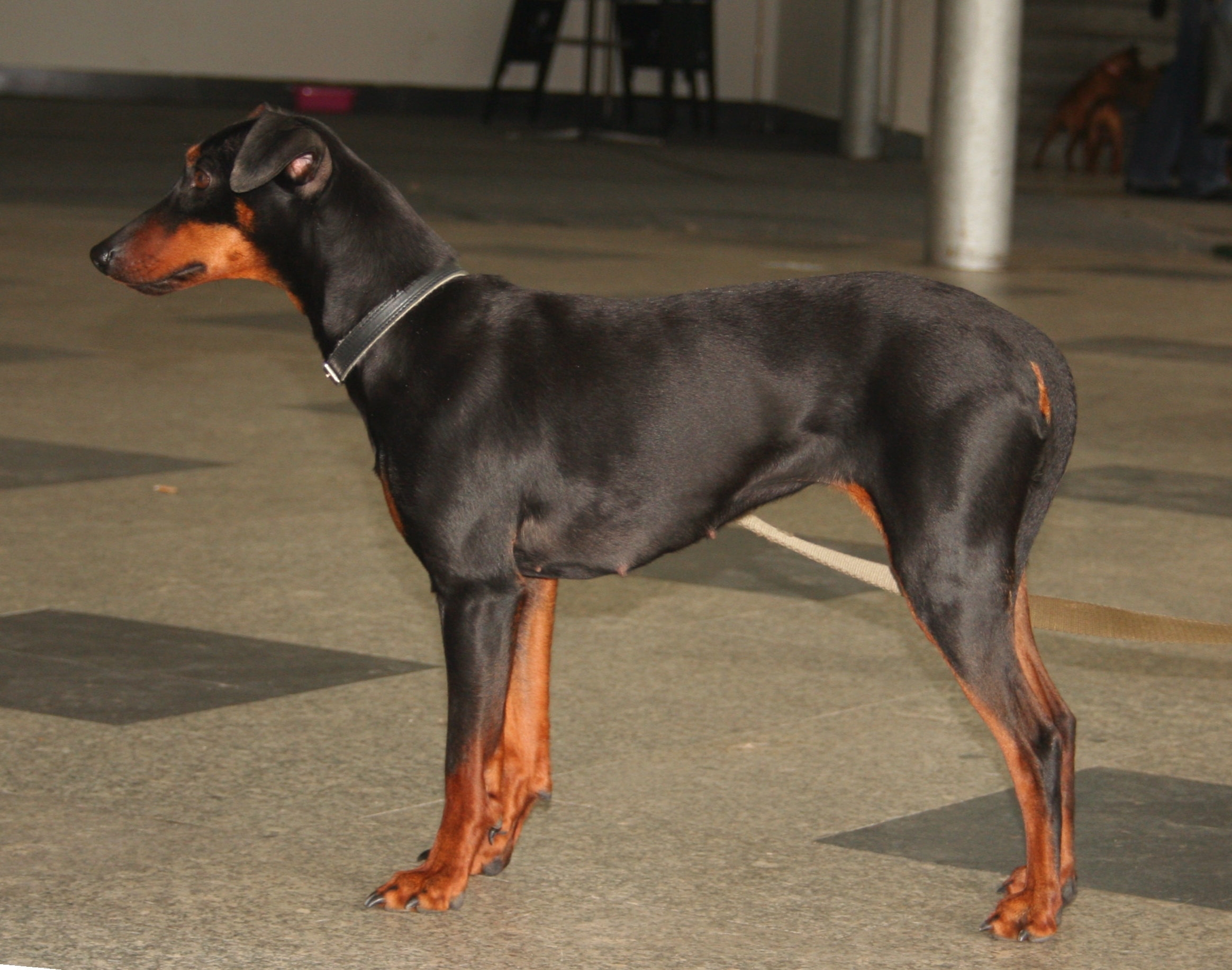
Pinscher alemão
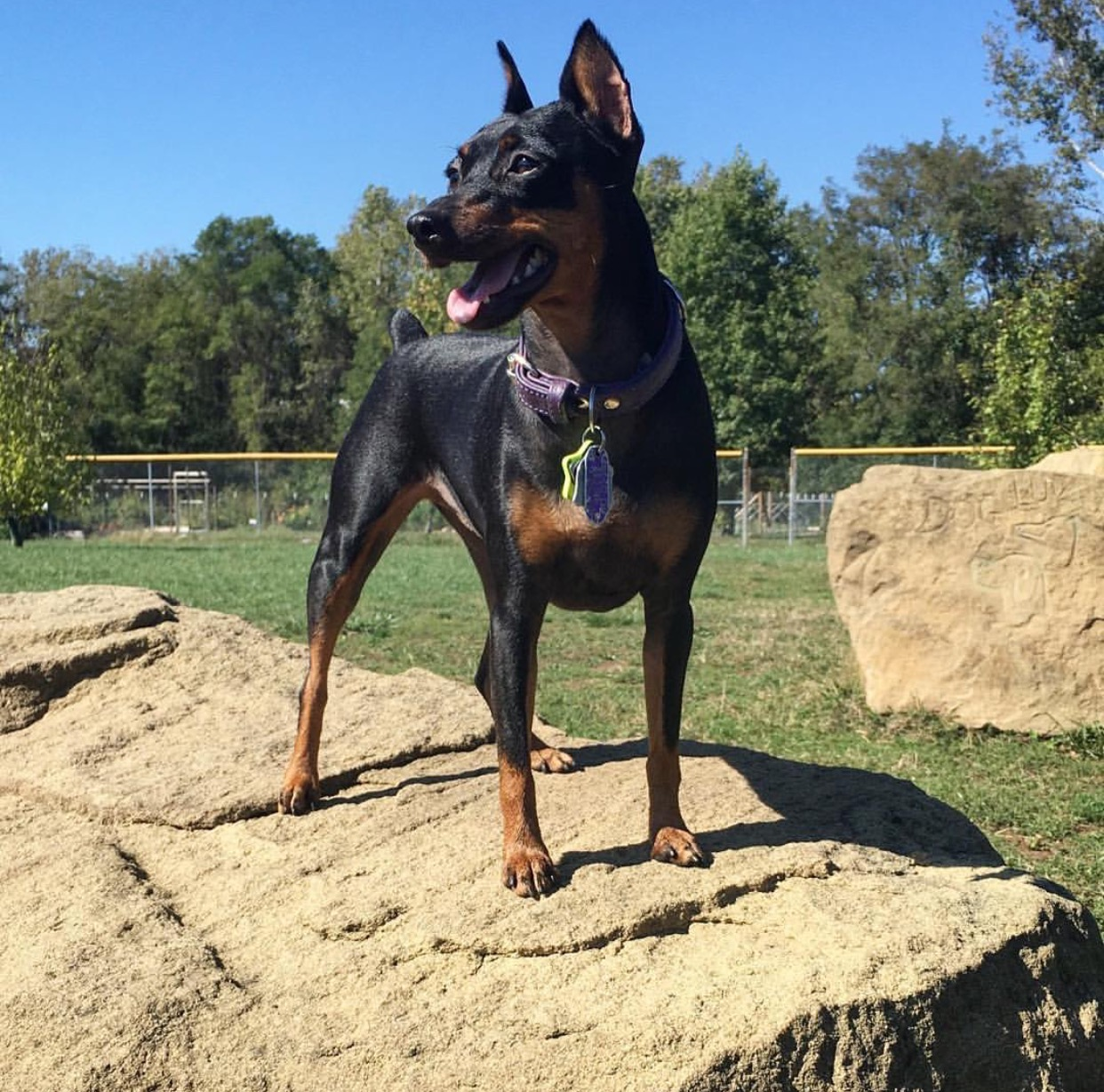
Pinscher miniatura
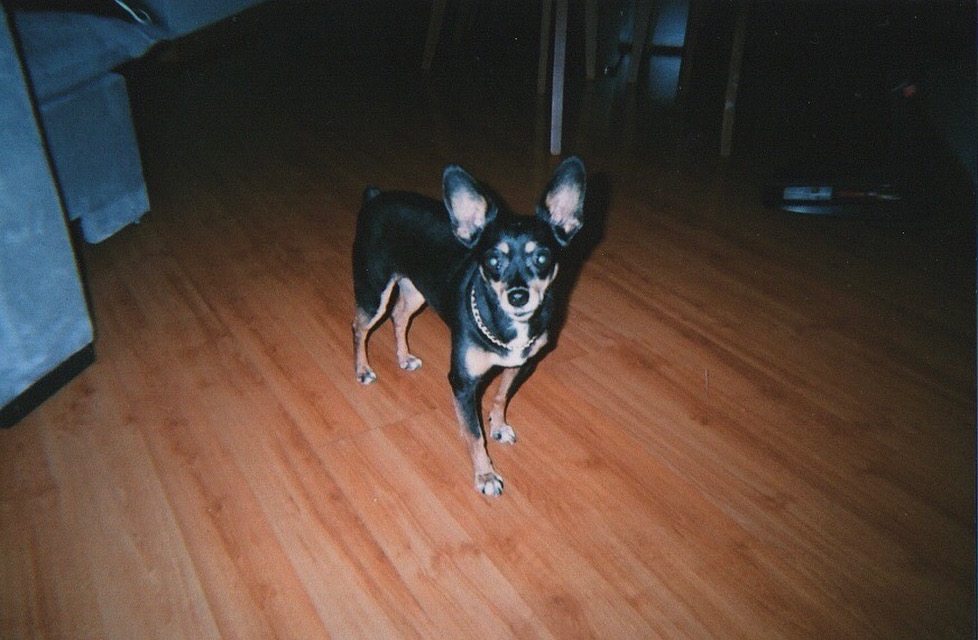
Pinscher misturado com Chihuahua